# برزوویتسا (گورنگی میلانوواتس)
برزوویتسا (به صربی: Brezovica) یک روستا در صربستان است که در ناحیه موراویتسا واقع شده‌است. برزوویتسا ۱۲۶ نفر جمعیت دارد.